# Óblast de Jitòmir
L'óblast de Jitòmir (en ucraïnès: Жито́мирська óбласть, transcrit: Jitòmirska óblast; nom informal: Жито́мирщина, transcrit: Jitòmirsxina) és una óblast de la Ucraïna septentrional. Forma part de la regió històrica de Políssia (Полісся). La capital de l'óblast és Jitòmir.
Aquesta óblast limita amb la República de Belarús al nord (té 280 km de frontera amb la vóblasts de Hómiel), i amb les óblasts de Kíiv a l'oest, de Vínnitsia al sud, i les de Khmelnitski i Rivne a l'oest.

## Geografia física

### Relleu
L'óblast de Jitòmir està formada per planes ondulants amb terra més baixa al nord i nord-est (amb altituds mitjans de 280-220 metres o menys). La majoria de l'óblast (al sud i sud-oest) forma part de la "terra alta del pre-Dniéper" (Придніпровська височина) i la de Podíl·lia o Volyn-Podíl·lia (Поді́льська височина́ o Волинсько-Подільська височина). El sector sud-est forma part de la "terra baixa de Políssia" (Поліська низовина). Al nord de l'óblast es troba el sistema de pujols de Bilokoróvytxi (Білокоровицький кряж).

### Hidrografia

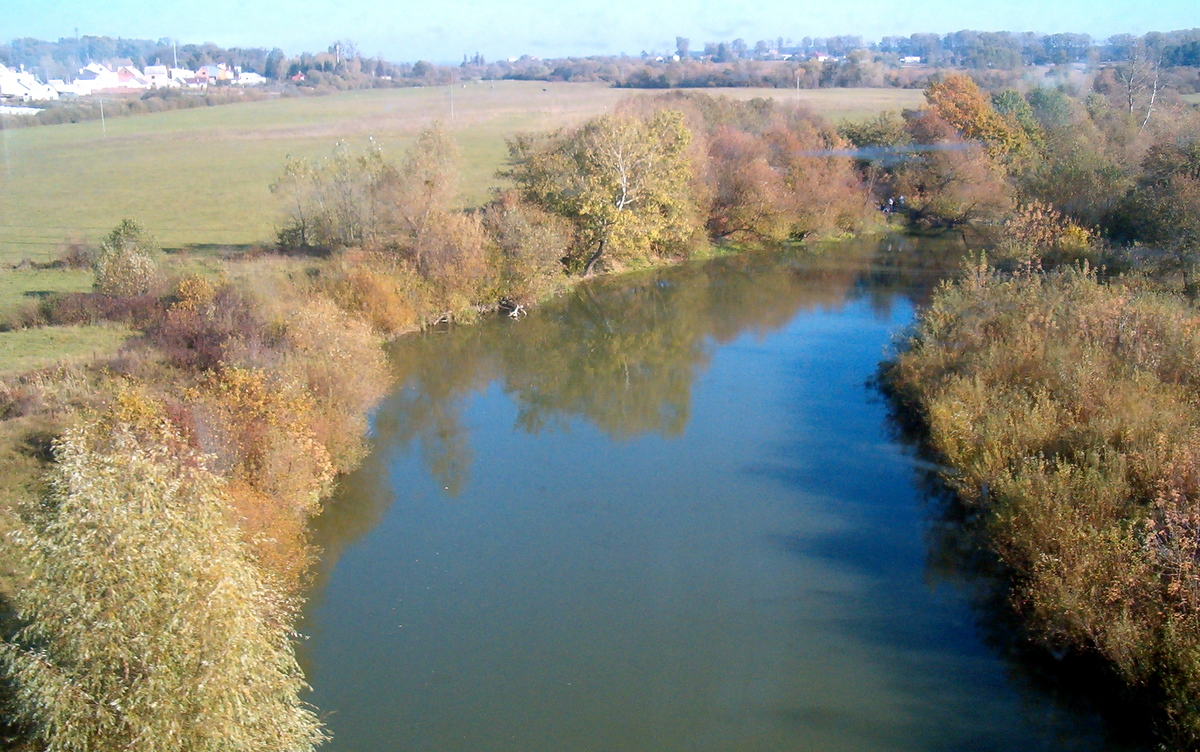
El riu Horyn al seu pas per l'óblast de Rivne.

El territori de l'óblast és banyat per 221 rius amb una llargada total de 5.366 km. Tots els rius pertanyen a la conca del Dniéper. Els rius més grans per la seva llargada dins de l'óblast són: el Tèteriv (Тетерів, 247 km), el Slutx (Случ, 194 km, afluent del Horyn), l'Irpin (Ірпінь, 174 km) i l'Irxà (Ірша, 136 km).
L'óblast també compta amb un gran nombre de llacs. Els més grans - el Txorne (Чорне, "Negre"), Ozerianske (Озерянське), Duje (Дуже), Didove (Дідове) i Prybylovetske (Прибиловецьке) - es troben a la conca de l'Ubort (Уборть).

#### Rius principals
- Tèteriv (річка Те́терів, ritxka Tèteriv, 365 km), afluent dret del Dniéper
- Slutx (Случ, 451 km), afluent dret del Horyn
- Irpin (Ірпінь, 174 km), afluent dret del Dniéper, neix a l'óblast de Jytòmyr, al poble de Iaropóvytxi (Яроповичі).
- Irxà (Ірша́, 145 km), afluent esquerra del Tèteriv
- Hnylopiat (Гнилоп'ять, 99 km), afluent dret del Tèteriv
- Huiva (Гуйва, 97 km), afluent dret del Tèteriv
- Uj o Uixa (Уж, Уша, 256 km), afluent dret del riu Prípiat
- Smokla (Смолка, 73 km), afluent del riu Slutx
- Horyn (Норинь, 84 km), afluent esquerra de l'Uj
- Ubort (Уборть, 292 km), afluent dret del riu Prípiat

#### Llacs
L'óblast de Jitòmir compta amb un gran nombre de llacs. Els més grans, tots a la conca del riu Ubort, són: 
- El Txorne (Чорне)
- Ozerianske (Озерянське)
- Duje (Дуже)
- Didove (Дідове)
- Prybylovetske (Прибиловецьке)

### Ecoregions, Flora i Fauna
L'óblast té una gran riquesa de bosc i aigua, i al nord, aiguamolls boscosos. Més precisament, el bosc ocupa unes 750,2 mil hectàrees (dades del 2007). Al nord, es troba un sol de podzol; al sud, txornozem.

### Clima
L'óblast té un clima continental temperat amb estius calorosos i humits i hiverns suaus i ennuvolats. Temperatures mitjanes a l'estiu: +18,5 °С; i a l'hivern: -3 °C. La precipitació atmosfèrica anual mitjana és de 500—600 mm.

## Política i govern

### Divisions Administratives
L'óblast de Jitòmir està dividida en 23 raions (sing. район, raion, pl. райо́ни, raion•y, subdivisió administrativa similar a les nostres comarques) i 5 ciutats que no depenen d'un raion sinó directament de l'óblast. Aquestes últimes són les ciutats de Berdýtxiv (Бердичів), Kórosten (Коростень), Malyn (Малин), Novohrad-Volynskyi (Новоград-Волинський), i la capital de l'óblast, Jitòmir (Житомир).
L'óblast té un total de 1.674 punts poblats:
- 11 ciutats (sing: мі́сто, misto, plural: мі́ста, mista), 6 de les quals depenen d'un raion;
- 43 "assentaments de tipus urbà" o SMTs (un смт, smt, се́лище місько́го ти́пу, sélysxe miskoho typu, és un municipi amb estatus entre poble i ciutat);
- 1.588 pobles (село́, seló); i
- 32 llogarrets (се́лище, sélysxe tot sol).

### Principals ciutats
- Jitòmir (ucraïnès: Жито́мир, transcrit: Jitòmir; ídix: זשיטאמיר; polonès: Żytomierz; belarús: Жытомір, Jytòmir), la capital, està banyada pel riu Tèteriv (Те́терів, 365 km) i el seu afluent, el Kàmianka (Кам'янка, 32 km). Museu de Koroliov.
- Andrúixivka, també Andrússivka (Андру́шівка, Андру́сівка), està situat a la riba del Huiva (Гуйва, 97 km)
- Barànivka (Бара́нівка)
- Berdýtxiv (ucraïnès: Берди́чів; ídix: בערדיטשעוו, belarús: Бердычаў), ciutat banyada pel riu Hnylopiat (Гнилоп'ять, 99 km)
- Kórosten (Ко́ростень, abans Іскоростень, Iskorosten), a la riba del Uj o Uixa (Уж, Уша, 256 km)
- Korostýxiv (Коростишів), a la riba del Tèteriv (Те́терів, 365 km)
- Malyn (Малин), a la riba de l'Irxà (Ірша́, 145 km)
- Novohrad-Volynskyi (ucraïnès: Новоград-Волинський, abans: Возвягель, Звяголь, Звягель, Звягаль, transcrits: Vozviahel, Zviahol, Zviahel, Zviahal; ídix: זוויל, transcrit: Zvil), està situada on el Smokla (Смолка, 73 km) desemboca al riu Slutx (Случ, 451 km)
- Óvrutx (О́вруч), situada a la riba del Horyn (Норинь, 84 km)
- Olevsk (Олевськ), a la riba de l'Ubort (Уборть, 292 km)
- Radomyxl, Radomysl (Радомишль, Радомисль, antic nom: Мичеськ, Mytxesk), ciutat situada a la riba del Tèteriv.

## Economia
L'economia de l'óblast de Jitòmir es basa principalment en l'extracció de granit i altres pedres per la construcció, silvicultura, agricultura i la manufactura de maquinària.
Algunes zones tot al nord de l'óblast van ser afectades per la catàstrofe de Txornóbyl.

## Cultura

### Personatges

#### A l'óblast de Jytòmyr van néixer
- Lèssia Ukraïnka (Ле́ся Украї́нка, nom real: Лариса Петрівна Косач-Квітка, Laryssa Petrivna Kossatx-Kvitka, 1871 - 1913), gran escriptora ucraïnesa que practicava tots els gèneres de poesia, com també la drama, prosa i periodisme. També va treballar al camp de l'etnografia. Era activista participant en la renaixença ucraïnesa.
- Serhíi Koroliov o Koroliv (Сергі́й Па́влович Корольо́в o Королів, 1906 - 1966), enginyer soviètic ucraïnès, considerat el pare de l'astronàutica soviètica. Hi ha un museu sobre ell i l'astronàutica a la ciutat de Jitòmir
- Sviatoslav Ríkhter o Richter (Святосла́в Теофі́лович Рі́хтер, 1915 - 1997), un dels pianistes més importants del món, pianista soviètic, fill de l'organista, pianista i compositor d'origen alemany, Teofil Ríkhter o Richter (Теофіл Данілович Ріхтер). Va néixer a Jitòmir i es va criar a Odessa.
- Volodýmyr Korolenko (Володимир Галактіонович Короленко, Volodýmyr Halaktiónovytx o Galaktionovitx Korolenko, 1853—1921), escriptor, periodista, publicista i activista pels drets humans ucraïnès, fill d'un cosac jutge de districte. Escrivia en rus. Sota l'imperi Rus, va ser exiliat per 6 anys a Sibèria.
- Oleh Òljytx (Оле́г О́льжич, nom real: Олег Олександрович Кандиба, Oleh Oleksàndrovytx Kandyba, 1907 - 1944, al camp de concentració de Sachsenhausen), poeta, arqueòleg i activista polític ucraïnès, fill del famós poeta Oleksandr Oles (Олександр Олесь, cognom real: Кандиба, Kandyba)
- Ivan Fésxenko-Txopivskyi (Іва́н Адрія́нович Фе́щенко-Чопі́вський, 1884 - 1952), científic metal·lurg, activista polític i home polític.
- Borýs Liatoxynskyi (Бори́с Ми́колайович Лятоши́нський, transcrit: Borýs Mýkolaiovytx Liatoxynskyi, 1894 - 1895), compositor, director d'orquestra i pedagog ucraïnès
- Joseph Conrad (ucraïnès: Джозеф Конрад, polonès: Józef Teodor Konrad Korzeniowski; anglès: Joseph Conrad, 1857-1924), famós escriptor britànic d'origen polonès.
- Der Nister (ídix: דער נסתּר; rus: Нистер. El nom en ídix vol dir "amagat" o "secret", en la tradició cabal·lística d'anomenar savis secrets, 1884-1950, al Gulag. Nom real: ídix: פנחס כהנאָוויטש; ucraïnès: Пинхус Менделевич Каганович, Pynkhus Mendelevytx Kahanòvytx) escriptor en ídix, filòsof, traductor i crític d'origen jueu.

#### També hi van viure
- Frédéric Chopin (ucraïnès: Фредери́к Франсуа́ Шопе́н, polonès: Fryderyk Franciszek Chopin o Szopen; francès: Frédéric François Chopin, 1810-1849), compositor i pianista francès d'origen polonès.
- Teofil Ríkhter o Richter (Теофіл Данілович Ріхтер), organista, pianista i compositor d'origen alemany, pare del famós pianista Sviatoslav Richter, va viure a Odessa i Jitòmir, entre altres llocs.
- Xolom-Aleikhem (ucraïnès: Шоло́м-Але́йхем, o "La pau sigui amb vostè"; ídix: שלום־עליכם), pseudònim de Solomon o Xolom Rabýnovytx o Xolom Nokhumovytx Rabýnovytx, Шолом Нохумович Рабинович, conegut en anglès com a Sholem Aleichem o Sholem Naumovich Rabinovich, 1859-1916) — gran escriptor jueu ucraïnès conegut com el "Mark Twain jueu" i considerat un dels 3 clàssics més importants de la literatura ídix.

## Història
L'óblast forma part de la regió històrica de Políssia (Полісся).
Durant la invasió russa d'Ucraïna el 2022, les tropes russes van ocupar parcialment la regió. Van ser completament rebutjats quan l'assentament Narodychi hromada, on les forces russes havien estat tancades des de l'obertura de l'ofensiva a finals de febrer de 2022, es va declarar l'alliberament el 4 d'abril de 2022.

## Galeria d'imatges

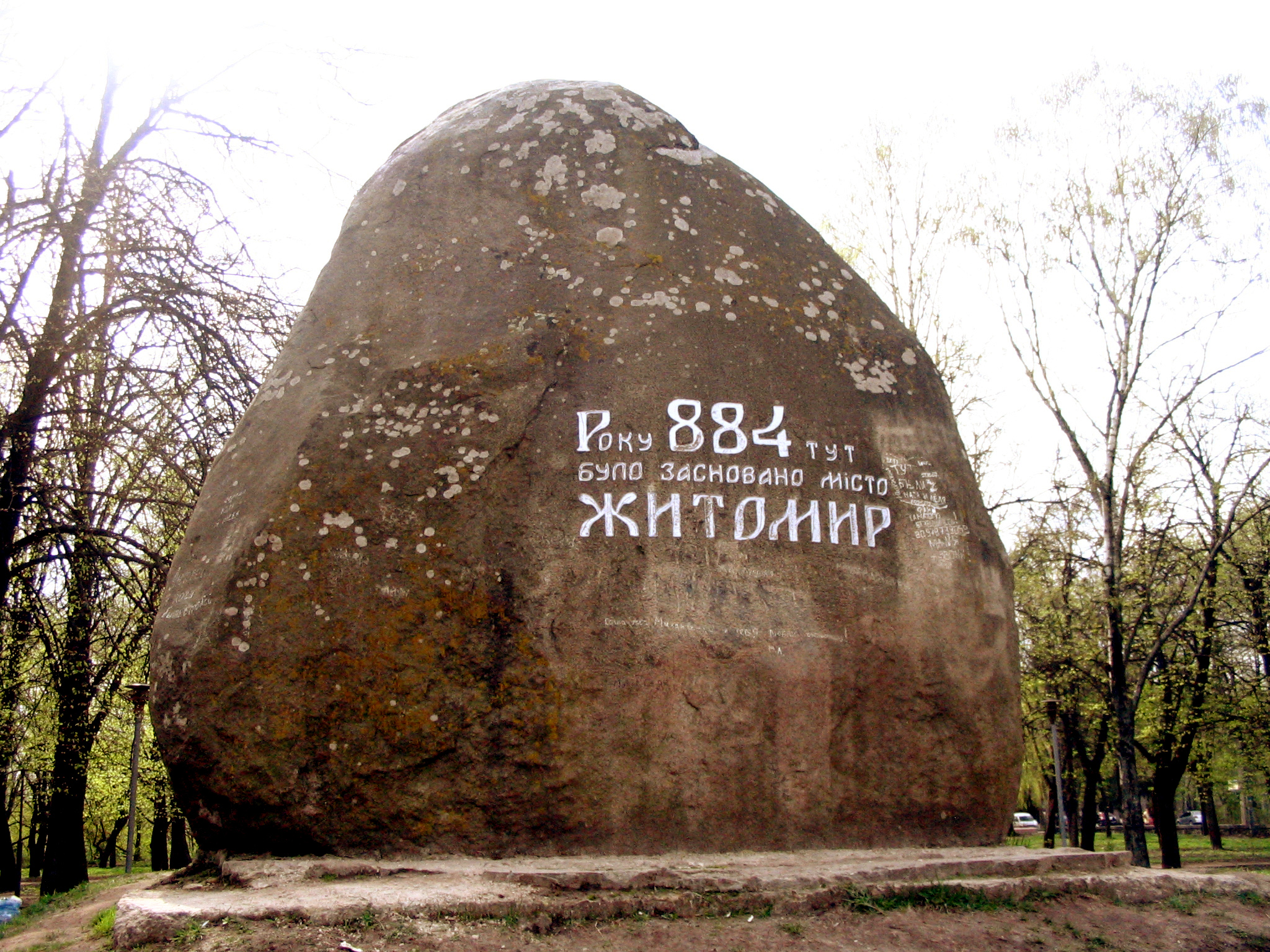
Pedra memorial de la fundació de Jitòmir
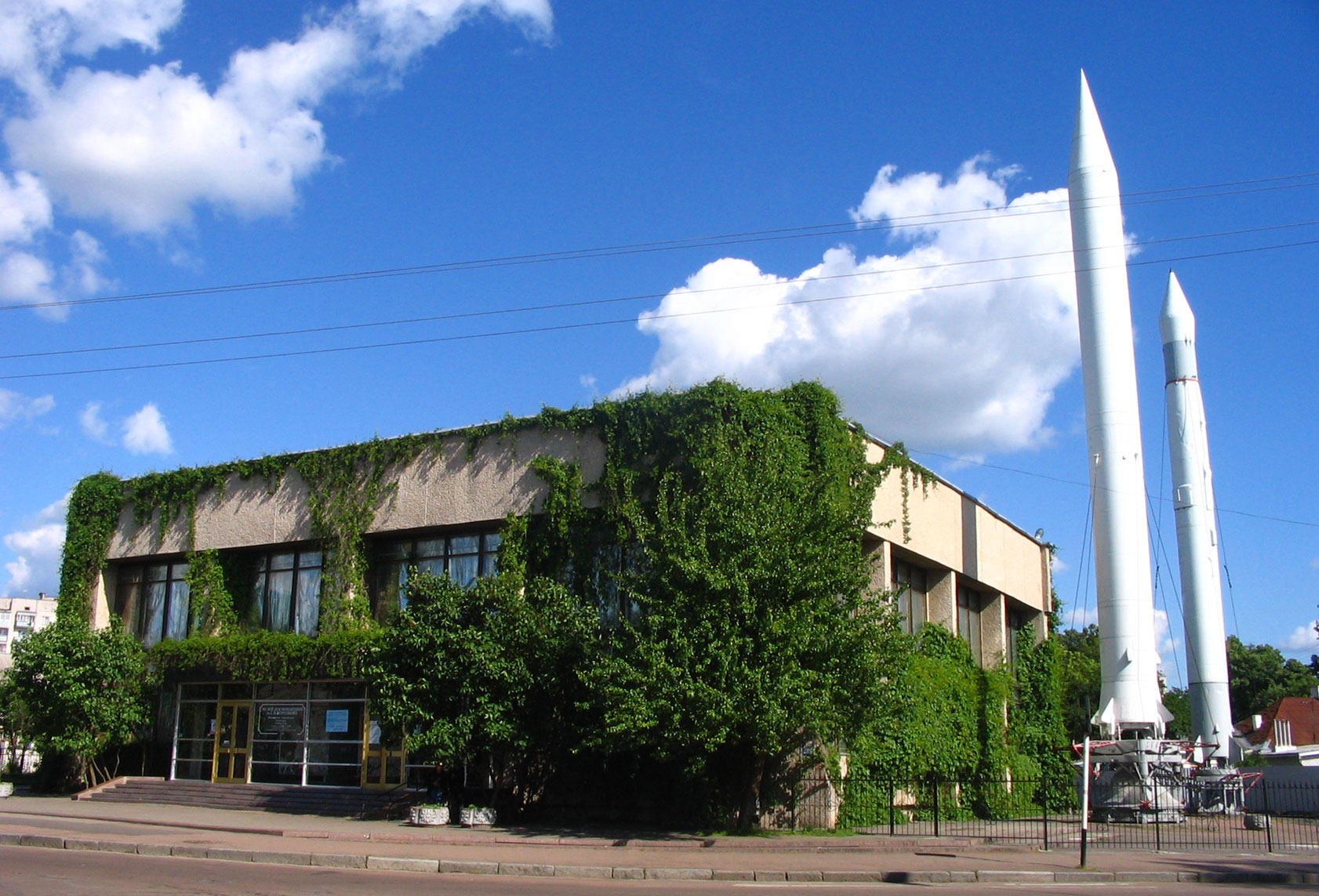
Museu de Koroliov a la ciutat de Jitòmir
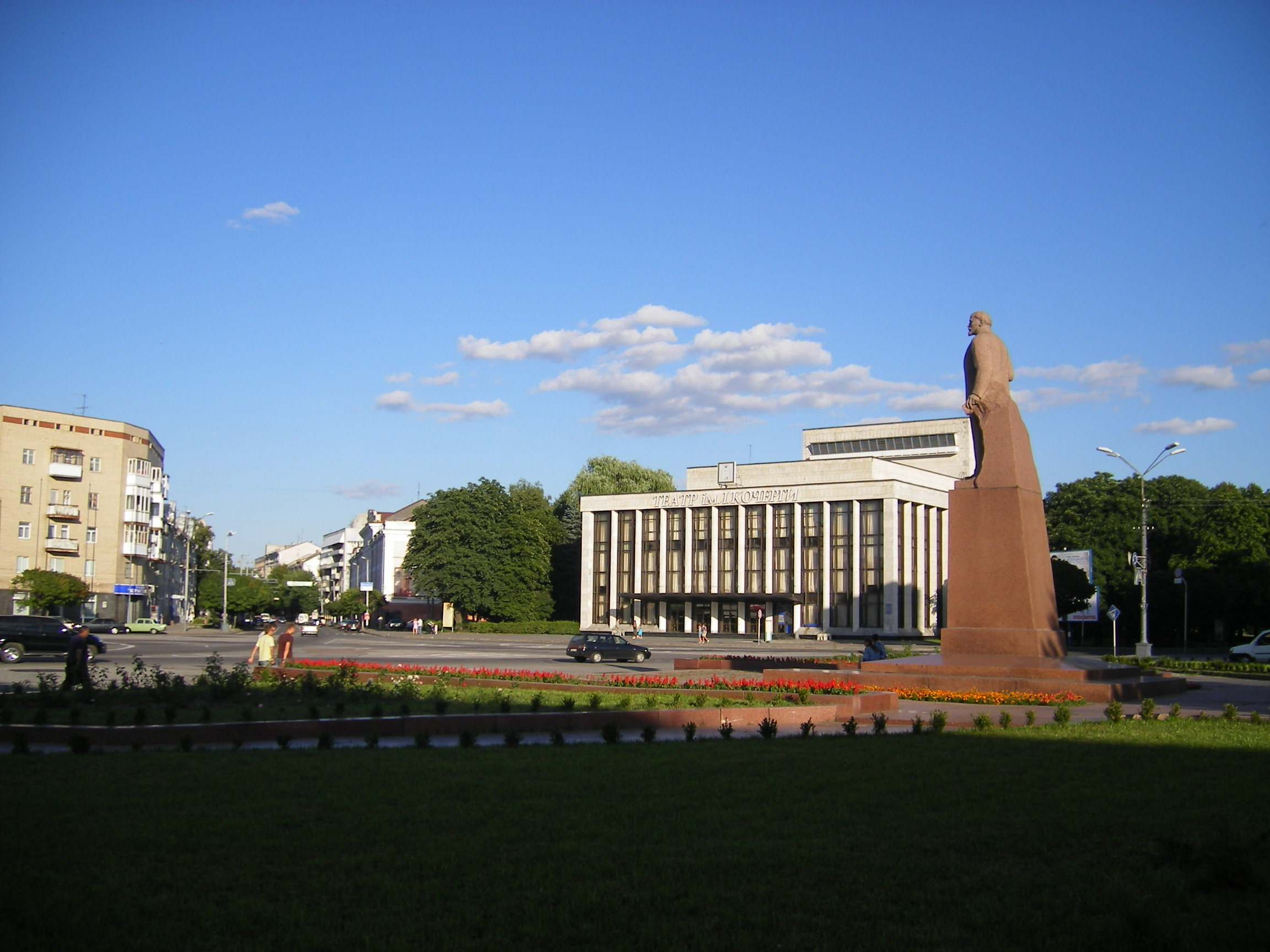
Teatre de drama i música de Jitòmir
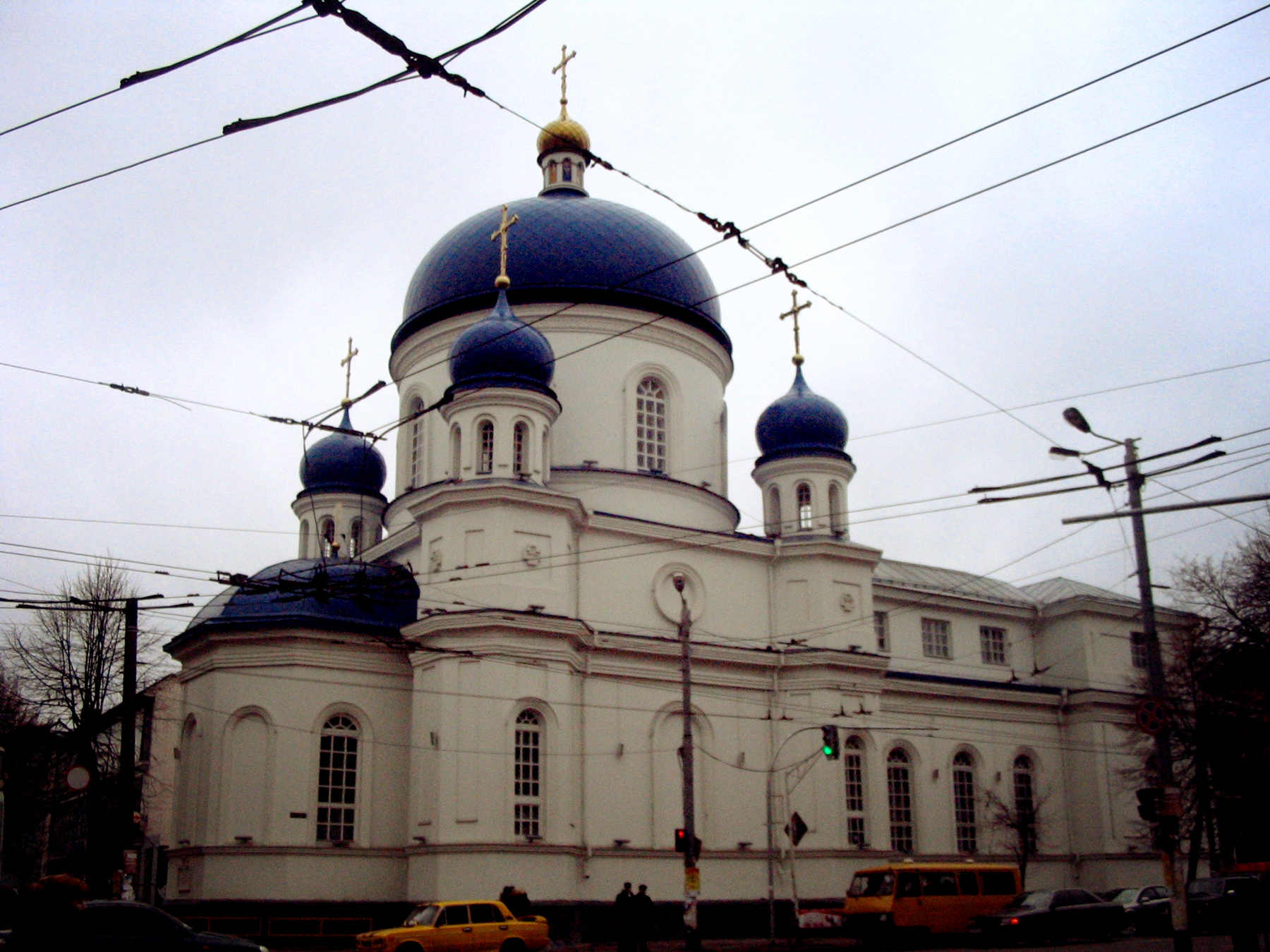
Església de sant Miquel a Jitòmir (Михайлівська, Mikhàilivska)
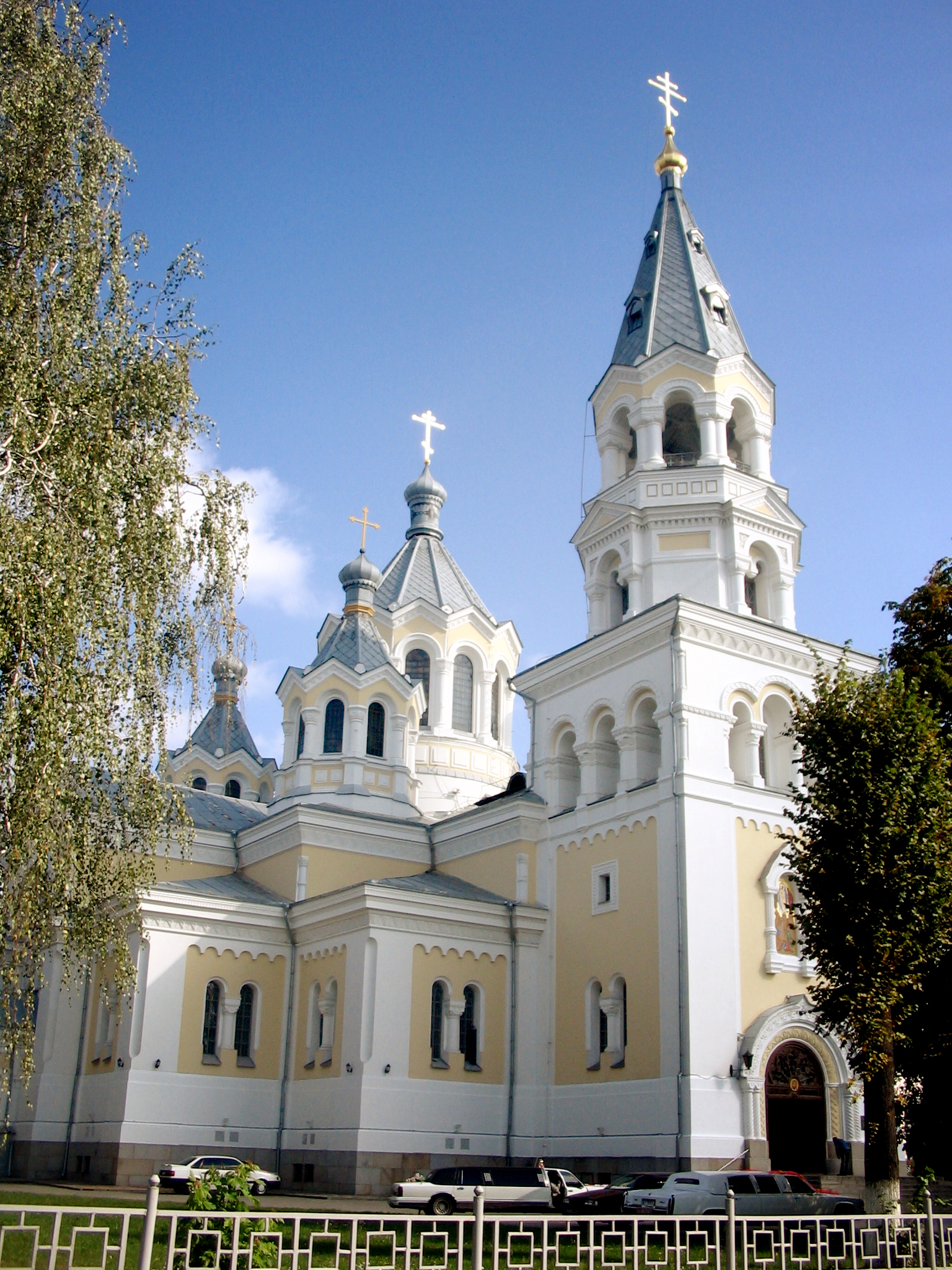
Catedral de la transfiguració (Свято-Преображенський кафедральний собор) a Jitómyr
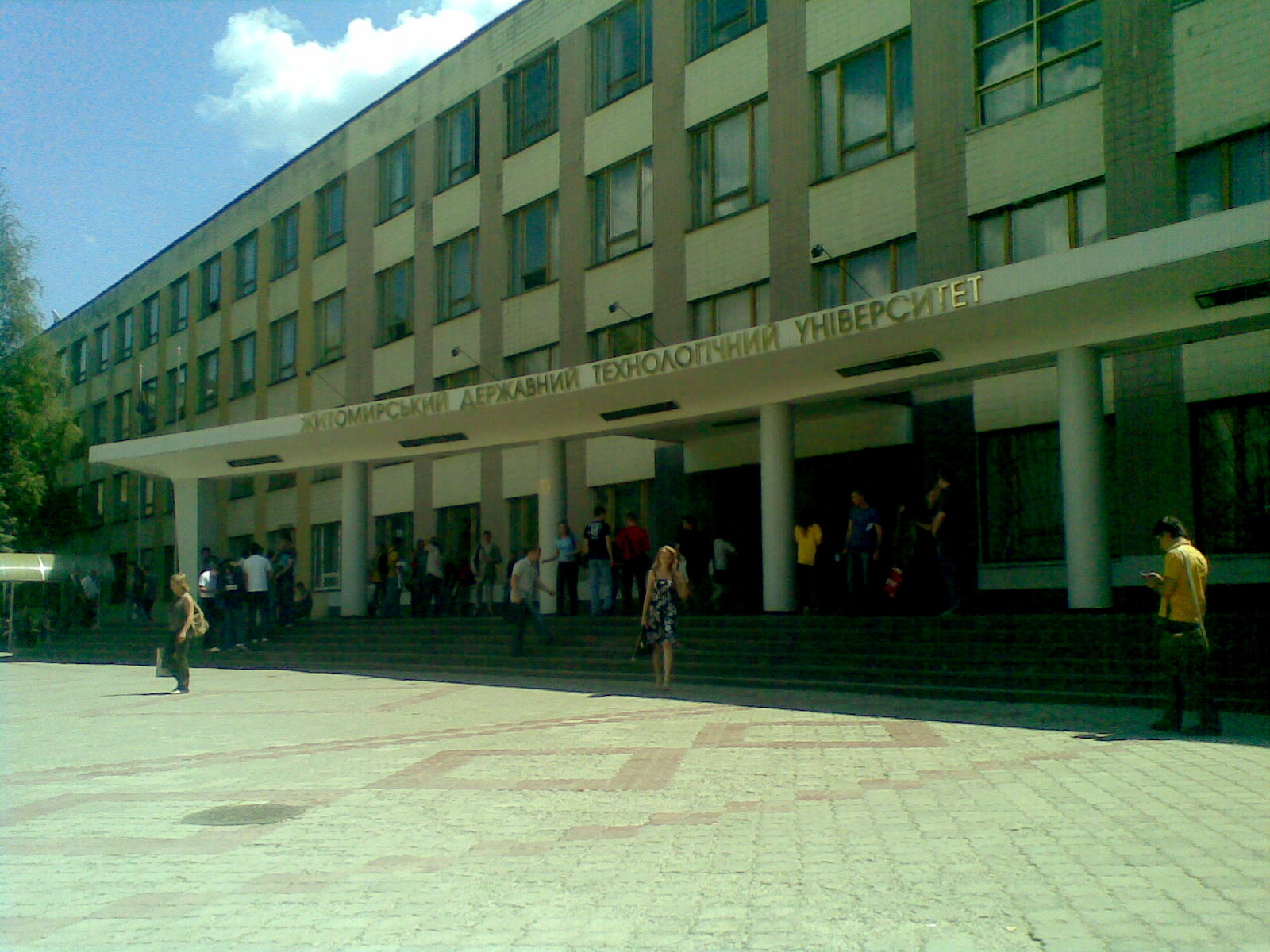
Universitat politècnica estatal de Jitòmir (Житомирський державний технологічний університет).
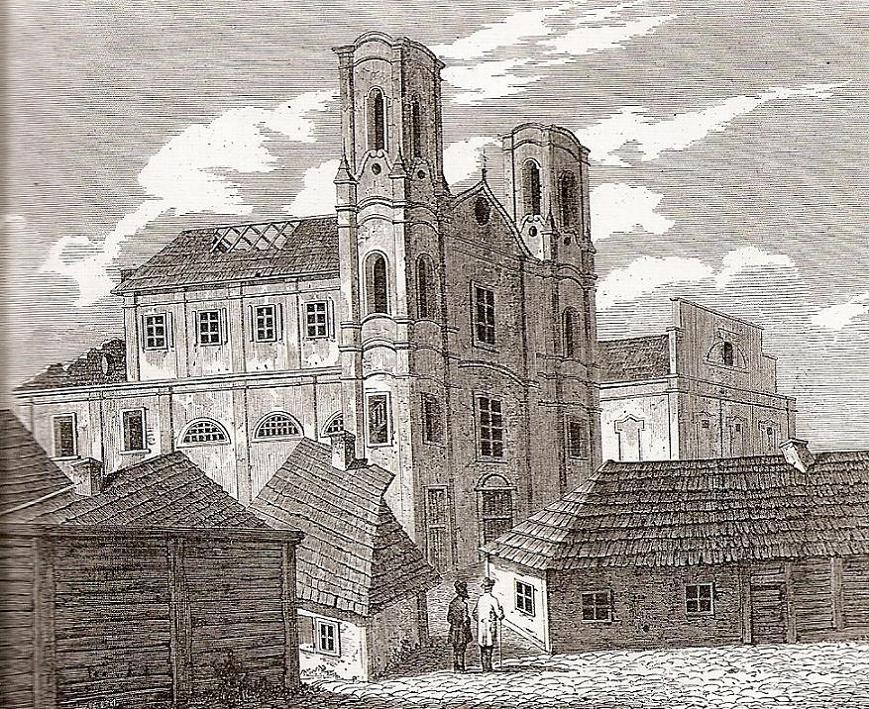
Aiguafort o litografia (1865) de l'antiga església dels jesuïtes polonesos a Jitòmir
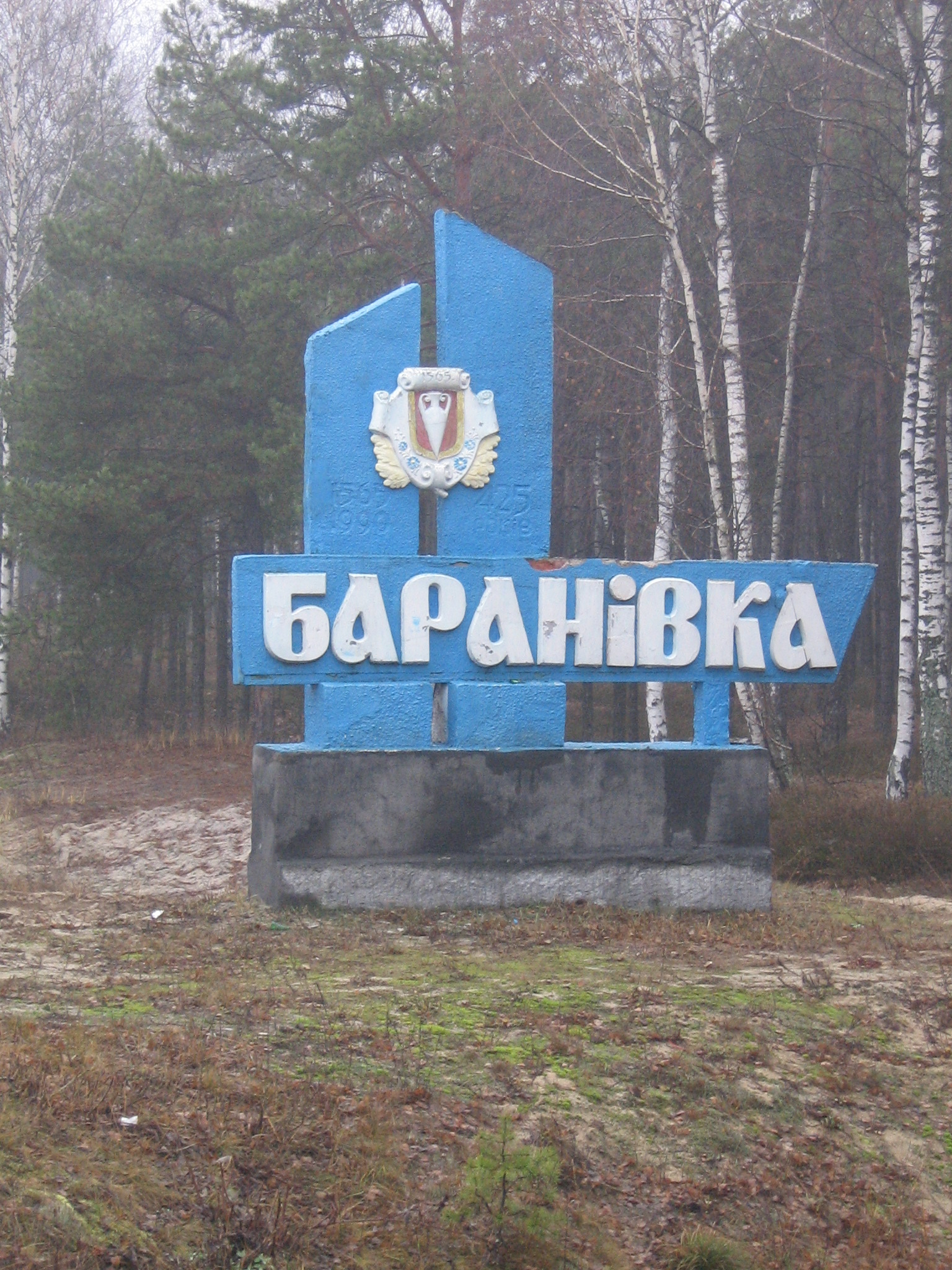
Cartellet (que data de l'època soviètica) anunciant l'entrada a la ciutat de Baranivka